# Комилов, Сироджиддин Джалолиддинович
Сироджидди́н Джалалидди́нович Коми́лов (род. 11.07.1950, с. Алмасы, Таджикская ССР) — экономист, доктор экономических наук (1992), профессор (1994), академик Международной академии наук Высшей Школы(2007).1994 г.-учеба в Институте экономического развития Всемирного банка г. Вашингтон (США),1997 г.-стажировка(Американский университет)г. Вашингтон(США).

## Биография
- Доктор экономических наук (1992), профессор (1994), академик(2007) Международной академии наук высшей школы (МАН ВШ). Окончил (диплом с отличием) экономический факультет Таджикского государственного университета им. В. И. Ленина 1972.г
- (1972—1975)- ассистент кафедры экономики промышленности Таджикского государственного университета
- (1975—1978)-аспирант экономического факультета Ленинградского университета
- (1978—1989)-ассистент, старший преподаватель, доцент кафедры экономики промышленности
- (1989—1991)- докторант Экономического факультета Ленинградского государственного университета (нынче Санкт-Петербургский государственный университет.)
- (1989—1991), доцент, профессор, кафедры. Экономики промышленности Таджикского национального университета(ТНУ).
- (1991—1994) заведующий кафедрой Экономики предприятий и предпринимательства ТНУ.
- (1994—1996) — декан факультета экономики и управления ТНУ.
- (1996—1998)-проректор по науке ТНУ,
- (1998—2001)- проректор по учебной работе ТНУ,
- (2001—2005)- директор Центра Стратегических Исследований при Президенте Республики Таджикистан
- (2005—2008)- Ректор Налогового -правового института (Институт экономики Таджикистана)
- (2008—2009). Профессор кафедры Экономики предприятий и предпринимательства ТНУ
- (2009—2012)-директор Научно-исследовательского института труда и социальной защиты населения Министерства труда и социальной защиты населения Республики Таджикистан .
- (2012—2014) -Заведующий кафедрой Экономической теории Российско-Таджикского (славянского) университета. С 2014года по настоящее время — профессор кафедры Экономической теории и мировой экономики Российско-Таджикского (славянского) университета
- 1997-2000гг — руководитель Программы реформирования социального сектора (SPRIT)- (программа Всемирного Банка)
- 1992—2000 гг.- заместитель директора Таджикского отделения Международного Фонда «Реформа» (неправительственная организация)
- 2001-2002гг- Координатор рабочей группы по разработке Документа стратегии снижения бедности в Республике Таджикистан.
- 2007—2011 гг.-Президент Таджикского отделения Международной академии наук высшей школы.
- 2009 г.- Член рабочей группы по разработке Стратегии снижения бедности Республики Таджикистана на период 2010—2012 г.г.
- 2015 г.-Член рабочей группы по разработке Национальной стратегии развития Республики Таджикистан на период до 2030 г.

## Научная и творческая деятельность
Автор более 460 научных и научно-методических. работ по развитию предпринимательства, стратегии движения к рыночной экономике, теории инновационного развития, рынка труда, формирования рынка услуг, государственно-частному партнерству и активизации инновационных процессов в национальной экономике, в том числе 25 монографий,16 брошюр,19 учебников и учебных пособий. Исследовал проблемы становления рыночной экономики с учетом особенностей перехода к инновационной деятельности, научные основы экономики производственного опыта и ноу-хау, пути повышения эффективности производства, становления и совершенствования инновационного менеджмента, проблемы институциональных основ становления и развития предпринимательства, совершенствование управления экономикой в условиях трансформационного развития.
Комилов Сироджиддин является одним из заместителей главного редактора (по регионам) евразийского международного научно-аналитического журнала «Проблемы современной экономики»

## Основные публикации
- 1.Передовой опыт и повышение эффективности производства. Душанбе, Дониш, 1987. 170с. 9,7 п.
- 2.Соревнование и перестройка (на тадж. языке). Душанбе, Ирфон, 1988. 5.5 п.л
- 3.Экономика производственного опыта и ноу-хау. Душанбе, Таджик НИИНТИ, 1993. 190 с. 11,5 п.л.
- 4.Стратегия движения в рыночной экономике. Вып.1 Душанбе, ТГУ, 1995. С 1-114. 6,5 п.л.(соавтор Нурмахмадов М. Н.)
- 5.Стратегия движения к рыночной экономике. Вып. II. Душанбе, ТГНУ, 1998, с.1-144. 6,0 п.л. (соавторы Каюмов Н. К. Нурмахмадов М. Н.)
- 6. Экономика предприятия Учебник.(на таджикском языке). Душанбе, «Диловар-ДДМТ», 2001, 238с. (15,2 п.л.)(соавтор Низомова Т. Д.)
- 7.Предпринимательство: вопросы развития и государственного регулирования. Душанбе, 2004, 192с. 11,5п.л. (соавтор Забиров Н.Х)
- 8.Основы развития инновационной деятельности Душанбе Ирфон-2004-117с.7,5п.л.(соавтор Файзуллоев М. К.)
- 9.Рыночные основы развития женской занятости в предпринимательской деятельности. Душанбе: Ирфон, 2005, 65 с. 6,0 п.л.(соавтор Саидова М. М.)
- 10.Налоговое регулирование промышленности. Издательство «Деваштич». Институт экономики Таджикистана, Душанбе. 2006, 125с-. 7,9 п.л.(соавтор Азизов Ш. С.).
- 11.Экономика рынка труда. Душанбе, «Ирфон», 2010 280с. 30,0 п.л.(соавторы Кадыров Д. Б. Ашмаров И. А.)
- 12.Инновационное развитие и совершенствование антикризисного управления предприятиями. Душанбе 2011, 148с. 9,25п.л.(соавтор Махмадаминов М. Б.)
- 13.Экономика предприятия. Учебник. Душанбе: «Собириён»2012. 448с. (на таджикском языке). 28 п.л. (соавтор Давлатзод У)
- 14.Основы лизинга. учебный комплекс .- Душанбе, 2014 . 196с. 10,5 п.л. (соавтор Мирзоева Е. Ш.)
- 15.Инновационный менеджмент. Учебник (дополненное и переработанное издание, на таджикском языке). ТНУ., Душанбе — 2016 г. 396 стр. 20п.л (соавтор Г. Ш. Алиева).
- 16.Экономика предприятия. Учебник для студентов ВУЗ изучающихся по кредитной системе. Душанбе ДМТ — 2015.- 640с. 40п.л. (на таджикском языке, соавторы Низомова Т. Д., Давлатзод У.)
- 17.Инвестиционный потенциал региона: теория формирования и пути развития . Душанбе,2017 −215с.13.4п.л.(соавтор Гафуров Ф. М.).
- 1 8. Проблемы становления и развития инновационного предпринимательства в Республике Таджикостан Душанбе-" Ирфон "-2017.-190с (соавтор Файзуллоев М. К.
- 20.Соавтор Курса лекций «Человеческое развития»//Под общей ред. Р. М. Бабаджанова.- Душанбе (UNDP). 000 «Фарзин» 2012. −200с.
- 21.Соавтор учебника «Человеческое развитие» //Под общей ред. Р. М. Бабажджанова. Душанбе: (UNDP). ООО «Фарзин»,2014.-436с
- 22 Макроэкономика(продвинутый уровень): Курс лекций /С.Дж. Комилов.--Душанбе. РТСУ,2018 г.-244с.
- 23 Теория инновационного развития. Монография. Душанбе. Шарки озод — 2019. 264с. (16,0 п.л.).
- 24.Управление развитием инновационных процессов на промышленных предприятиях(Авторы Комилов С.Дж.,Файзуллоев М.К.,Рахмонов Дж.Р)Монография.-Душанбе: "Типография ТНУ",2020.-248с.
- 25.Совершенствование управления инновационно-инвестиционной деятельностью промышленных предприятий// С.Дж. Комилов, Е.Ш. Мирзоева. Монография.-Душанбе:ТГФЭУ,2020.-144с.
- 26.Управления занятостью населения в условиях инновационного развития промышленности//С.Дж. Комилов, Шодибеки Сафар,Б.К.Шарипов.Монография.-Душанбе:ГУП "Матбаа",2021.-277с.
- 27.Основы развития саморегулируемых организаций в сфере жилищно-коммунальных услуг.//С.Дж.Комилов,С.З. Абдуева, Р.К. Раджабов, Монография.-Душанбе:Типография ТНУ.,2023.-180с.
- 28.Макроэкономика: Курс лекций.// Комилов С.Дж.-Душанбе:РТСУ,2018.-244с.